# Département de Comayagua
Le département de Comayagua (en espagnol : Departamento de Comayagua) est un des 18 départements du Honduras.

## Histoire
Le département a été créé en 1825, après l'indépendance de la république fédérale des Provinces unies d'Amérique centrale.

## Géographie
Le département de Comayagua  est limitrophe :
- au nord, des départements de Santa Bárbara, Yoro et Cortés,
- à l'est, du département de Francisco Morazán,
- au sud, des départements de La Paz et de Francisco Morazán,
- à l'ouest, du département de Intibucá.

Il a une superficie de 5 196,40 km2.

## Subdivisions

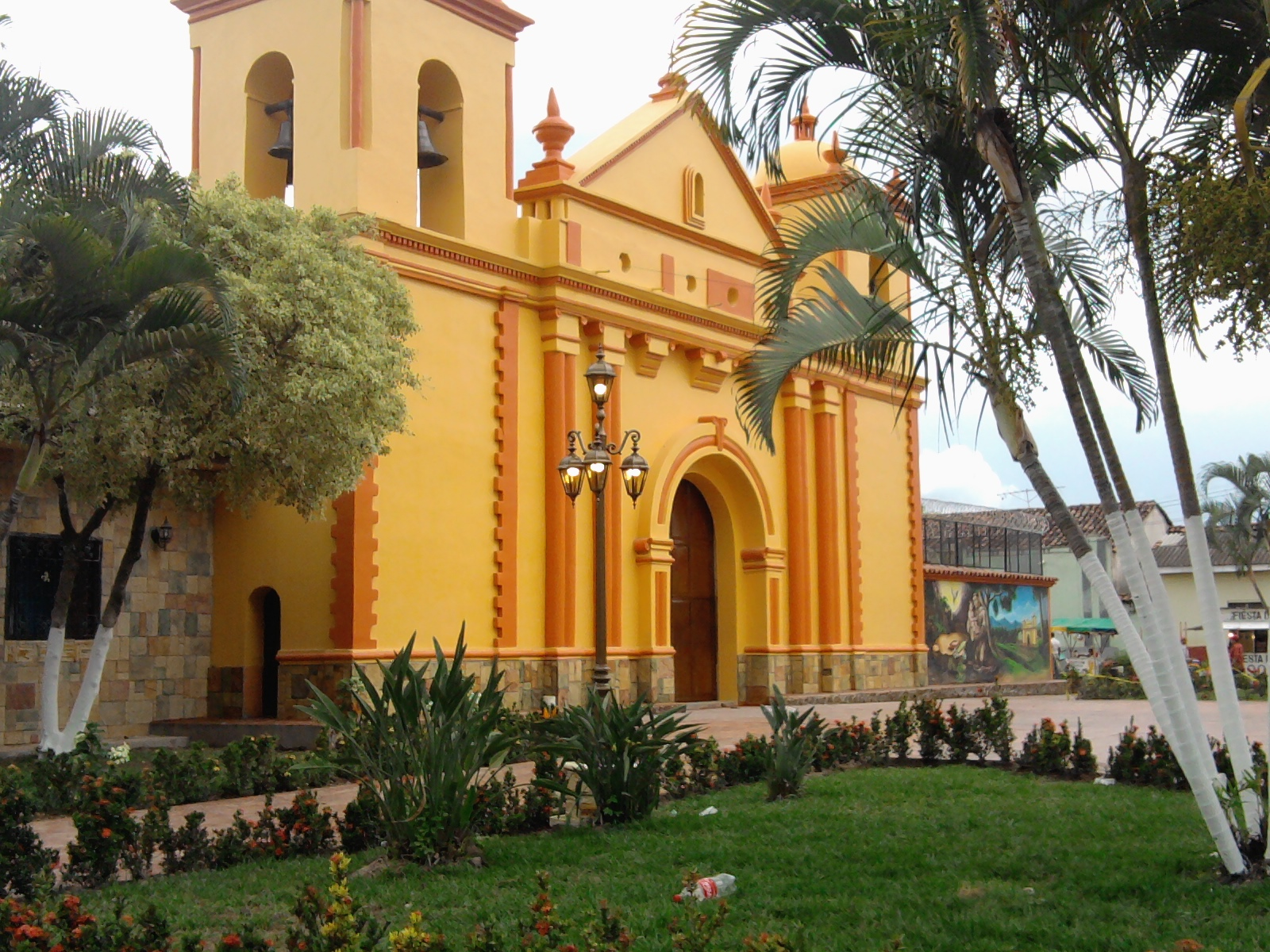
L'église paroissiale de Villa de San Antonio en juin 2012.

Le département comprend 21 municipalités :
- Ajuterique
- Comayagua, chef-lieu (en espagnol : cabecera)
- El Rosario
- Esquías
- Humuya
- La Libertad
- Lamaní
- Las Lajas
- La Trinidad
- Lejamaní
- Meámbar
- Minas de Oro
- Ojo de Agua
- San Jerónimo
- San José de Comayagua
- San José del Potrero
- San Luis
- San Sebastián
- Siguatepeque
- Taulabé
- Villa de San Antonio

## Démographie
La population s'élève à 493 466 habitants au recensement de 2013.
La densité de population du département est de 95 hab./km2.